# Роберт и Томас Эльворти
АО «Роберт и Томас Эльворти» (укр. АТ «Роберт і Томас Ельворті») — акционерное общество, одно из крупнейших в 1908—1917 годах в области производства агрономической техники во всей Поднепровской Украине, расположенное в городе Елисаветграде, и известное сейчас как «Эльворти».

## Описание
АО «Роберт и Томас Эльворти» производило земледельческие орудия, молотилки, просорушки, сеялки, оборудование для мельниц и предприятий пищевкусовой промышленности.
Основной капитал общества достигал 6 миллионов рублей, стоимость недвижимого имущества составляла около 2,5 миллионов рублей.
При заводе находилось правление, в которое входили А. Юнгман (директор-распорядитель), Р. и Т. Эльворти (директора). Кроме завода, общество имело коммерческие отделения в городах Умань, Черкассы, Николаев, Кривой Рог, Вознесенск, Каховка, Ростов-на-Дону, Омск (ул. Тарская, 6), в Петропавловском порту (ныне — Петропавловск-Камчатский).

## История
Акционерное общество начало функционировать в 1908 году на базе действовавшего в городе Елисаветград Херсонской губернии (сейчас — Кропивницкий, Украина) завода земледельческих машин, на котором работало тогда от 1600 до 2000 рабочих.
История завода началась в 1874 году, когда в городе Елисаветград английские предприниматели братья Роберт и Томас Эльворти создали мастерскую по ремонту сельхозинвентаря.
В 1877 году был построен первый производственный корпус, в котором с 1880-х годов началось изготовление молотилок, сеялок, маслобоек, а позднее других сельскохозяйственных машин. В дальнейшем, завод был расширен.
На полную мощность завод заработал в 1908 году. Уже в 1910-е годы на предприятии вместе с сеялками выпускали молотилки, маслобойки, просорушки и другую технику.
11 апреля 1912 года рабочие завода АО «Роберт и Томас Эльворти» бастовали в знак протеста против Ленского расстрела.
Завод интенсивно расширялся, наращивал темпы производства. В 1913 году завод выпустил 38345 сельхозмашин. В это время он являлся крупнейшим предприятием города и одним из крупнейших производителей сельхозмашин и сельхозинструментов, обеспечивая выпуск около 10 % сельхозмашин в Российской империи, численность рабочих в это время составляла 2312 человек (что составляло свыше половины рабочих всех промышленных предприятий города). Адрес-календарь «Елисаветград» за 1913 год так описывал предприятие:
Наиболее крупным предприятием в нашем городе следует считать известный не только в России, но и за рубежом завод земледельческих машин Акционерного Общества «Р. и Т. Эльворти», основанный здесь более 35 лет назад. По своим размерам и обороту, качеством изделий и широкой их популярностью завод этот относится к разряду предприятий первого ранга; среди заводов же земледельческих машин он давно занял первое место. Обширные заводские помещения, среди которых некоторые построенные лучшими европейскими образцами, занимают в наше время очень большую территорию, значительная часть её отведена под лесные склады. Эти лесные участки объединены с главным заводским корпусом подземным туннелем, по которому материалы на особых вагонетках поступают в лесопильное отделение. Особое внимание привлекают колоссальные 6-ти и 4-этажные железобетонные корпуса строящиеся Обществом теперь.
В годы Первой мировой войны предприятие выпускало также боеприпасы, миномёты и другое военное снаряжение. К концу 1917 года на заводе работало уже более 7000 рабочих.
Продукция предприятия неоднократно получала награды на всероссийских и международных выставках, пользовалась спросом, как на российском, так и на международном, европейском, рынках. Представительства компании находились в 52 городах Российской империи, Лондоне и Нью-Йорке.
После Октябрьского переворота 1917 года общество приходит в упадок. В апреле 1919 года (по другим данным — 1920 года) завод был национализирован большевиками. Роберт Эльворти пытался истребовать у советской России компенсации за потерю бизнеса, который, по его подсчётам, стоил минимум 12 500 000 серебряных рублей, но безрезультатно. В 1922 году заводу сельскохозяйственных машин, который находился в Елисаветграде, присвоено название «Красная звезда».
В 2004 году на средства коллектива завода «Красная звезда» и меценатов, на предприятии открылся музей братьев Эльворти, в их честь также был установлен памятник. А в 2016 году заводу «Красная звезда» возвращено историческое название «Эльворти».